# Hưng Đạo, Hải Phòng
Hưng Đạo là một phường thuộc thành phố Hải Phòng, Việt Nam.
Phường Hưng Đạo có diện tích 6,27 km², dân số năm 2007 là 10265 người, mật độ dân số đạt 1637 người/km².
Địa giới hành chính phường Hưng Đạo: Đông giáp phường Anh Dũng; Tây giáp phường Đa Phúc; Nam giáp huyện Kiến Thụy; Bắc giáp quận Lê Chân.
Phường Hưng Đạo chính là xã Hưng Đạo và trung tâm của khu vực 5 xã phía bắc huyện Kiến Thụy (thường gọi là khu vực Chợ Hương), năm 2007 cùng với 5 xã khác của huyện Kiến Thụy được tách ra để thành lập quận Dương Kinh.
Phường Hưng Đạo, cách trung tâm thành phố Hải Phòng 16 km, cách trung tâm quận Kiến An 7 km và cách trung tâm huyện Kiến Thụy 6 km. Trên địa bàn phương có nhiều khu công nghiệp của thành phố và có Chợ Hương, chợ lớn nhất quận Dương Kinh và là chợ lớn thứ ba của huyện Kiến thụy trước đây.